# Piroslábú szula
A piroslábú szula (Sula sula) a madarak (Aves) osztályának szulaalakúak (Suliformes) rendjébe, ezen belül a szulafélék (Sulidae) családjába tartozó faj.

## Rendszerezése
A fajt Carl von Linné svéd természettudós írta le 1766-ban, a Pelecanus nembe Pelecanus Sula néven.

## Alfajai
- Sula sula sula Gould, 1838
- Sula sula rubripes (Linnaeus, 1766)
- Sula sula websteri Rothschild, 1898

## Előfordulása
Amerika és Ázsia tengerparti részein honos, de kóborlásai során Afrika és Ausztrália partjainál is feltűnik. Természetes élőhelyei a tengerpartok és nyílt vizek. Vonuló faj.

## Megjelenése
Testhossza 68-77 centiméter, testtömege 900–1003 gramm, szárnyfesztávolsága 124–152 centiméter. Erős, hegyes csőre, keskeny, hosszú szárnya, hegyes farka és vörös színű úszóhártyás lába van. Fehér és barna változata is ismert.

## Életmódja
A levegőből vágódik a vízbe, de nem merül mélyre, így a sekélyebb vizekben is tud vadászni, kisebb halakra és tintahalakra.

## Szaporodása
Nagyobb kolóniákban fészkel.
|  |  |  |

## Természetvédelmi helyzete
Az elterjedési területe rendkívül nagy, egyedszáma viszont csökken, de még nem éri el a kritikus szintet. A Természetvédelmi Világszövetség Vörös listáján nem fenyegetett fajként szerepel.